# Monongalia megye
Monongalia megye az Amerikai Egyesült Államokban, azon belül Nyugat-Virginia államban található. Megyeszékhelye és legnagyobb városa Morgantown. Lakosainak száma 105 822 fő (2020. április 1.). Monongalia megye Fayette, Greene, Preston, Taylor, Marion és Wetzel megyékkel határos.

## Népesség
A megye népességének változása:
| Lakosok száma | 96 776 | 98 671 | 100 527 | 102 274 | 104 236 | 105 822 |
|               | 2010   | 2011   | 2012    | 2013    | 2015    | 2020    |